# Lèma (Savalou)
Lèma ist eine Stadt und ein Arrondissement im Departement Collines im westafrikanischen Staat Benin. Es ist eine Verwaltungseinheit, die der Gerichtsbarkeit der Kommune Savalou untersteht.

## Demografie und Verwaltung
Gemäß der Volkszählung 2013 des beninischen Statistikamtes INSAE hatte das Arrondissement 9666 Einwohner, davon waren 4857 männlich und 4809 weiblich.
Von den 111 Dörfern und Quartieren der Kommune Savalou entfallen fünf auf Lèma:
1. Kitikpli
2. Kokoro
3. Léma
4. Okouffo
5. Zongo